# الأربس
الأَرْبَس أو الأُرْبُس (وقد تُعرف بـالأُرْبِي) هي كورة ومدينة تاريخيَّة تقع في إفريقية (في تونس المُعاصرة). عُرفت بكورتها الواسعة التي اشتهرت بإنتاج الزعفران، ووُجد بها معدن للحديد. تقع المدينة على مسيرة ثلاثة أيام غرب القيروان.

## الوصف
نقل ياقوت الحموي عن أبو عبيد البكري أن الأربس مدينة مُسوَّرة ولها رَبَض (ضاحية) كبير، وتُعرف أيضاً باسم بَلَد العَنْبَر.

## التاريخ
شهدت الأربس أحداثًا هامة في تاريخ إفريقية، حيث لجأ إليها الأمير إبراهيم بن الأغلب، مؤسس الدولة الأغلبية بإسم الخلافة العبَّاسية، حين خرج من القيروان سنة 196هـ / 812م. كانت المدينة مقرًا لجمهور أجناد الأغالبة في أواخر عهدهم. حاصرها أبو عبد الله الشيعي، داعية الفاطميين، وكان بها الأمير زيادة الله الثالث، ففرَّ الأمير ومن معه من القادة والجنود إلى طرابلس الغرب، ودخل أبو عبد الله الشيعي مدينة الأربس عَنوةً. لجأ أهل المدينة ومن بقي من الجنود الأغالبة إلى المسجد الجامع بالمدينة، فقتلهم الشيعي جميعًا في مذبحة مروعة استمرت من العصر حتى آخر الليل، حتى سالت الدماء من أبواب الجامع كالسيل، وقُتل فيها الآلاف. اعتبر هذا الحدث نهاية لولاية بني الأغلب والنُّفوذ العبَّاسي في إفريقية.

## من أعلامها
يُنسب إلى المدينة عدد من الأعلام، منهم:
- أبو طاهر الأُرْبُسِي: شاعر من أهل مصر، له بيت في هجاء لحية شخص يُدعى ابن فياض سليمان:

- يَعْلَى بن إبراهيم الأُرْبُسِي: شاعر مُجيد، ذكره ابن رشيق القيرواني في كتابه الأنموذج. توفي بمصر سنة 418هـ / 1027م، وقد جاوز الستين.

### فهرس المنشورات
1. 1 2 3 4  الحموي (1977)، ج. 1، ص. 136.

### معلومات المنشورات كاملة
الكتب مرتبة حسب تاريخ النشر
- ياقوت الحموي (1977)، معجم البلدان (ط. 1)، بيروت: دار صادر، OCLC:1014032934، QID:Q114913343